# Waschod (rejon mohylewski)
Waschod (biał. Васход; ros. Восход, Woschod) – agromiasteczko na Białorusi, w obwodzie mohylewskim, w rejonie mohylewskim, w sielsowiecie Wiejna.

## Interesujące obiekty
- Cerkiew Świętej Trójcy (2009)

## Miejsce martyrologii
Emerytowany podpułkownik milicji Uładzimir Jaroszczanka, na podstawie relacji mieszkańców pobliskich Wilczyc, ustalił położenie masowych grobów z okresu wielkiego terroru. Groby znajdują się w leśnym sosnowym masywie jeden kilometr od Wilczyc, w pobliżu drogi z Mohylewa do Homla, przy leśnej drodze do Zaprudzia. Miejscowi nazywali to miejsce Łykowski Mostek. W latach 1937–38 nocą karetki więzienne, tzw. "czarne worony" przywoziły więźniów do lasu, z którego później słychać było strzały. Świadek Paweł Szkredau oświadczył, iż ubrani w wojskowe mundury ludzie ustawiali ofiary nad wcześniej wykopanym dołem. Więźniowie mieli zakneblowane usta, żeby nie krzyczeć. Jeden z katów strzelał ofierze w potylicę, a drugi oddawał tzw. strzał kontrolny po upadku ciała do dołu. Miejsce było otoczone przez żołnierzy. Po rozstrzelaniach dół zakopywano.     
Według Jaroszczanki miejsce wybrano nieprzypadkowo. Ponieważ znajduje się na wzniesieniu, wiosną mogły tu wjechać samochody. Anastazja Szkredau wspominała, że rozstrzelano siedmiu braci ze wsi Dubinka. Krewni w nocy odkopali ciała, aby je pochować.      
Paweł Jermakou wskazuje, że podczas okupacji Niemcy nakazali wyciąć las wzdłuż drogi na głębokość stu metrów, aby uniemożliwić dywersyjne działania partyzantów. Na miejscu egzekucji rosną niezbyt stare sosny.    
Obwodowe wydziały milicji i KGB oświadczyły, że nie dysponują informacjami dotyczącymi rozstrzeliwań. Rejonowy Komitet Wykonawczy stwierdził, iż ze względu na upływ czasu, różnice w relacjach mieszkańców i zmiany w krajobrazie terenu, na którym rzekomo miały miejsce rozstrzeliwania, nie możliwe jest ustalenie konkretnego miejsca pochówku rozstrzelanych. Komitet uznał za konieczne utrwalenie pamięci o ofiarach represji z lat 30. XX w.
Uładzimir Jaroszczanka szacuje, że NKWD rozstrzelało w tym miejscu około 100 osób. W 2018 r. w miejscu egzekucji ustawiono krzyż. Jaroszczanka planuje wydać książkę na podstawie zebranych materiałów oraz przeprowadzić małe wykopaliska w celu wyznaczenia mogił. 
Według książki „Pamięć. Rejon mohylewski" podczas represji stalinowskich w latach 1937-38 rozstrzelano 155 mieszkańców rejonu. Podczas terroru bolszewickiego i stalinowskiego w latach 20. i 30. XX w. rozstrzeliwano ludzi w kopalni piasku znajdującej się przy Prospekcie Dimitrowa w Mohylewie (koło Zakładów Mięsnych). W 1989 r. ekshumowano tam szczątki ponad 500 osób. Wzniesiono tam krzyż ku pamięci niewinnych ofiar. 